# Andeepia ingridae
Andeepia ingridae is een vlokreeftensoort uit de familie van de Pardaliscidae. De wetenschappelijke naam van de soort is voor het eerst geldig gepubliceerd in 2009 door Biswas, Coleman & Hendrycks.